# بيت الغاوي
بيت الغاوي هي قرية في غرب وسط اليمن تقع في محافظة صنعاء

## وصلات خارجية
- Towns and villages in the San‘a’ Governorate